# Federico Pedini Amati
Pour les articles homonymes, voir Amati et Pedini.
Federico Pedini Amati, né le 11 août 1976 à Saint-Marin, est un homme politique saint-marinais. Il est du 1er avril 2008 au 1er octobre 2008, Capitaine-régent (chef d'État) de Saint-Marin, conjointement avec Rosa Zafferani. 
Pedini est membre du Parti des socialistes et des démocrates, qu'il quitte en juillet 2009 pour créer, avec 7 autres membres du Conseil grand et général, le Parti socialiste réformiste saint-marinais.
À l'âge de 31 ans, il est l'un des plus jeunes chefs d'État au monde.